# Héctor Babenco
Héctor Eduardo Babenco (Mar del Plata, 7 febbraio 1946 – San Paolo, 13 luglio 2016) è stato un regista, sceneggiatore e produttore cinematografico argentino naturalizzato brasiliano, candidato al premio Oscar nel 1986 per la regia de Il bacio della donna ragno, rimasto il suo film più celebre.

## Biografia
Babenco nacque a Mar del Plata, nel  partido di General Pueyrredón (nella provincia di Buenos Aires), il 7 febbraio del 1946, figlio di Jaume Babenco, un gaucho argentino di origini ebraico-ucraine, e di Janka Haberberg, un'immigrata polacca di origine ebraica.
Cineasta dal taglio particolarmente forte e drammatico, trovò all'estero i mezzi per esprimersi al meglio: dopo aver vissuto in Europa dal 1964 al 1968, si stabilì infatti definitivamente a San Paolo del Brasile nel 1969, affermandosi nel 1980 con Pixote - La legge del più debole.
Giunse al successo internazionale con Il bacio della donna ragno (1984), tratto dall'omonimo romanzo di Manuel Puig. Trasferitosi negli Stati Uniti, girò Ironweed (1987), storia di emarginati in una grande città statunitense.
Del 1991 è Giocando nei campi del Signore, un dramma ecologista ambientato nella giungla amazzonica. Fu poi in concorso al Festival di Cannes con Cuore illuminato (1998) e Carandiru (2003), e alla Festa del Cinema di Roma con Il passato (2007).
Nel 2015 tornò dietro alla macchina da presa con Il mio amico Hindu, nel quale si narrano le vicissitudini di un regista malato terminale che cerca di realizzare il suo ultimo film: per uno strano scherzo del destino, l'anno seguente Babenco morì all'età di 70 anni per le complicazioni di una sinusite, che gli causarono un infarto.

## Filmografia

### Regista
- Il favoloso Fittipaldi (O Fabuloso Fittipaldi) - documentario (1973)
- Il re della notte (O rei da noite) (1975)
- Lucio Flavio, il passeggero dell'agonia (Lúcio Flávio, o passageiro da agonia) (1977)
- Pixote - La legge del più debole (Pixote - A lei do mais fraco) (1981)
- La terra è ridotta come un'arancia (A Terra é Redonda Como uma Laranja) - documentario (1984)
- Il bacio della donna ragno (The Kiss of the Spider Woman) (1985)
- Ironweed (1987)
- Giocando nei campi del Signore (Brincando nos campos do Senhor) (1991)
- Cuore illuminato (Corazón iluminado) (1998)
- Carandiru (2003)
- Carandiru, altre storie (Carandiru, Outras Histórias) - serie TV, episodi Love Story I e Love Story II (2005)
- Il passato (El pasado) (2007)
- Words with Gods, episodio L'uomo che rubò un'anatra (2014)
- Il mio amico Hindu (Meu Amigo Hindu) (2015)

### Sceneggiatore
- Il favoloso Fittipaldi (O Fabuloso Fittipaldi) - documentario (1973)
- Il re della notte (O rei da noite) (1975)
- Lucio Flavio, il passeggero dell'agonia (Lúcio Flávio, o passageiro da agonia) (1977)
- Pixote - La legge del più debole (Pixote - A lei do mais fraco) (1981)
- Giocando nei campi del Signore (Brincando nos campos do Senhor) (1991)
- Cuore illuminato (Coração iluminado) (1998)
- Carandiru (2003)
- Carandiru, altre storie (Carandiru, Outras Histórias) - serie TV, episodio Il processo (2005)
- Il passato (El pasado) (2007)
- Il mio amico Hindu (Meu Amigo Hindu) (2015)

### Attore
- The Venice Project, regia di Robert Dornhelm (1999)
- Prima che sia notte (Before Night Falls), regia di Julian Schnabel (2000)
- Il passato (El pasado), regia di Hector Babenco (2007)